# Cerro Blanco 4ta. Sección
Cerro Blanco 4ta. Sección är en ort i Mexiko.   Den ligger i kommunen Tacotalpa och delstaten Tabasco, i den sydöstra delen av landet, 700 km öster om huvudstaden Mexico City. Cerro Blanco 4ta. Sección ligger 385 meter över havet och antalet invånare är 463.
Terrängen runt Cerro Blanco 4ta. Sección är lite bergig. Runt Cerro Blanco 4ta. Sección är det ganska tätbefolkat, med 70 invånare per kvadratkilometer. Närmaste större samhälle är Teapa, 19,8 km nordväst om Cerro Blanco 4ta. Sección. I omgivningarna runt Cerro Blanco 4ta. Sección växer i huvudsak städsegrön lövskog.